# A Triumph for Man
A Triumph for Man è il primo album in studio del gruppo musicale alternative rock danese Mew, pubblicato nel 1997.
Il disco è stato ristampato e ripubblicato nel 2006 con tracce aggiuntive.

## Tracce
1. Wheels over Me - 2:33
2. Beautiful Balloon - 4:27
3. Wherever - 5:56
4. Panda - 4:11
5. Then I Run - 3:53
6. Life Is Not Distant - 1:08
7. No Shadow Kick - 3:06
8. Snowflake - 3:30
9. She Came Home for Christmas - 4:54
10. Pink Monster - 0:46
11. I Should Have Been a Tsin-Tsi (for You) - 2:19
12. How Things Turn out to Be - 0:44
13. Web - 4:34
14. Coffee Break - 4:37

CD Bonus 2006
1. Studio Snippet #1 - 0:31
2. Say You're Sorry (ATFM Session) - 6:09
3. Beautiful Balloon (acustica) - 4:15
4. Web (demo) - 5:42
5. Chinese Gun (demo) - 3:06
6. Studio Snippet #2 - 0:30
7. I Should Have Been a Tsin-Tsi (For You) (demo) - 1:43
8. Wheels over Me (demo) - 2:48
9. Superfriends (demo) - 4:40

## Formazione
- Tobias Bertram - chitarra
- Jonas Bjerre - fisarmonica, chitarra, piano, sintetizzatore, voce
- Silas Graae - batteria, percussioni
- Bo Madsen - campane, chitarra, piano, sintetizzatore
- Kasper Tranberg - tromba
- Eva Vasarhelyi - violino
- Johan Wohlert - basso, chitarra, piano, sintetizzatore